# Casa de Lippe

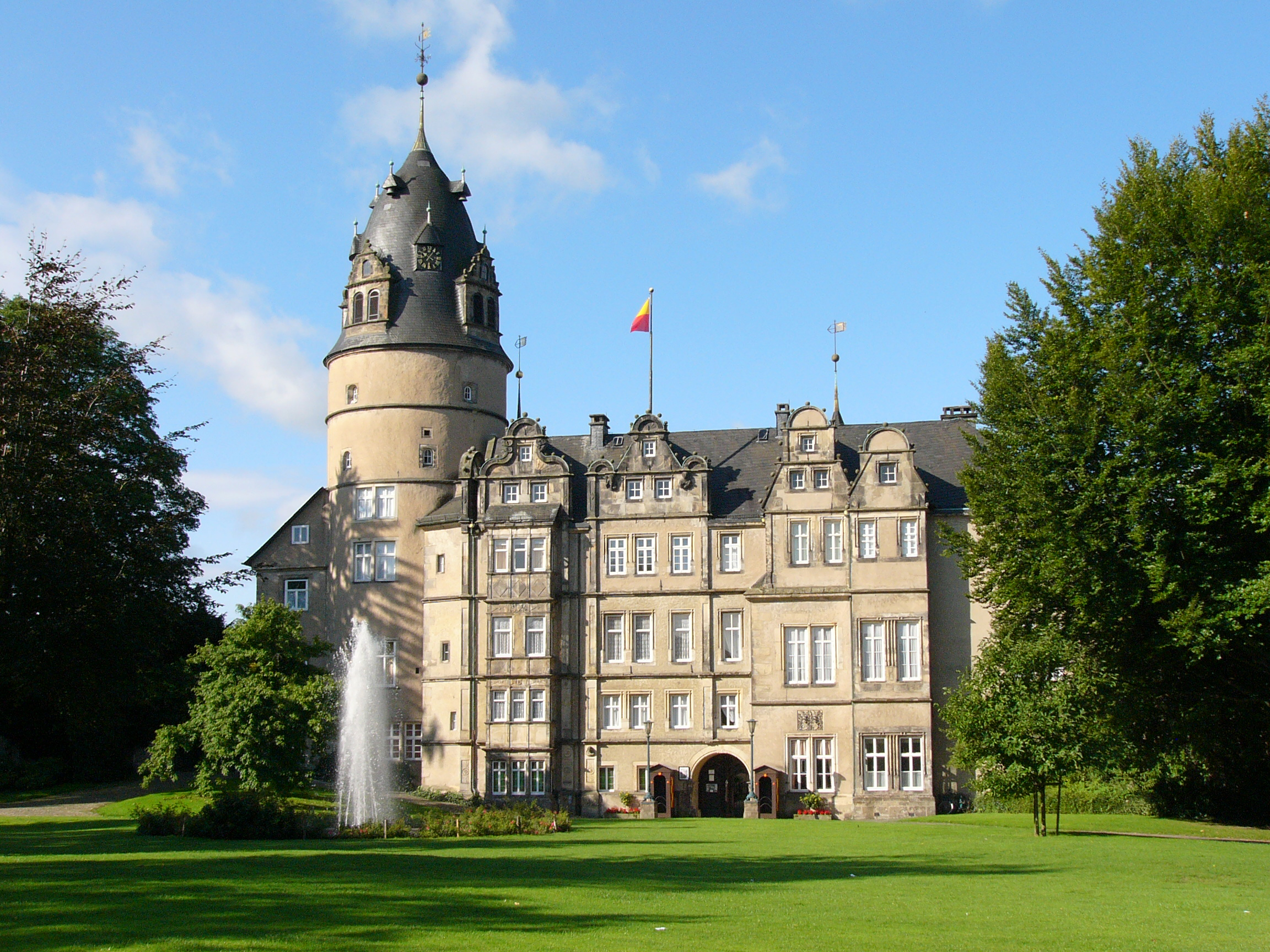
El castillo principesco en Detmold.

La Casa de Lippe (en alemán: Haus von Lippe) es una Casa Principesca alemana. La Casa de Lippe desciende del Conde Judoco Germán de Lippe (muerto ca. 1056) cuyo hijo Bernardo I fue el fundador del estado de Lippe en 1123.
En 1613, el territorio de la casa fue dividido en Lippe-Detmold, Lippe-Brake y Lippe-Alverdissen. En 1643 el Conde Felipe de Lippe-Alverdissen fundó la línea de Schaumburg-Lippe de la Casa de Lippe. En 1905 con la muerte del Príncipe Alejandro la línea mayor de la familia de Lippe-Detmold quedó extinta sucediéndolo como príncipe el Conde Leopoldo de Lippe-Biesterfeld.
Con la revolución alemana de 1918, los príncipes de Lippe y Schaumburg-Lippe fueron obligados a abdicar, finalizando 795 años de reinado en Lippe. En 1937, el príncipe Bernardo de Lippe-Biesterfeld se casó con la princesa Juliana de los Países Bajos. Con la ascensión de su hija Beatriz en 1980, el nombre de la familia real permaneció como Casa de Orange-Nassau, aunque Beatriz y sus hermanas son miembros agnados de la casa de Lippe.

## Estados gobernados por la Casa de Lippe
- Lippe (1123-1918), conocido como Lippe-Detmold desde 1613.
- Lippe-Brake (1613-1709).
- Lippe-Alverdissen (1613-1640) y (1681-1777).
- Lippe-Biesterfeld (1609-1703).
- Lippe-Weissenfeld (1676-1918).
- Schaumburg-Lippe (1643-1918).